# (39814) 1997 XF8
1997 أكس أف 8 (ويعرف أيضًا باسم (39814) 1997 أكس أف 8 وفق تسمية الكوكب الصغير) (بالإنجليزية: 1997 XF8)‏ هو كويكب ضمن حزام الكويكبات؛ وترتيبه 39814 من حيث الاكتشاف.
اكتُشف هذا الجُرم الفلكي بواسطة OCA–DLR Asteroid Survey ‏ في 7 ديسمبر 1997.

## وصلات خارجية
- (39814) 1997 XF8 في قاعدة بيانات مختبر الدفع النفاث لأجرام النظام الشمسي الصغيرة

- الاكتشاف · مخطط المدار ·  العناصر المدارية · المعلمات المادية

- (39814) 1997 XF8 على موقع ويكي سكاي: DSS2, SDSS, GALEX, IRAS, Hydrogen α, X-Ray, Astrophoto, Sky Map, Articles and images